# Xã Plumcreek, Quận Armstrong, Pennsylvania
Xã Plumcreek (tiếng Anh: Plumcreek Township) là một xã thuộc quận Armstrong, tiểu bang Pennsylvania, Hoa Kỳ. Năm 2010, dân số của xã này là 2.375 người.